# Ami (Ibaraki)
Ami (jap. 阿見町 Ami-machi) – miasto w Japonii, na wyspie Honsiu, w prefekturze Ibaraki. Według danych na rok 2020 miejscowość zamieszkiwało 48 553 mieszkańców , a gęstość zaludnienia wyniosła 680 os./km².